# Isla Montague (Estados Unidos)
La isla Montague (en inglés: Montague Island) es una isla en el golfo de Alaska que se extiende en la entrada de Prince William Sound en el estado de Alaska, en los Estados Unidos de América. La isla tiene una superficie de 790,88 km², por lo que es la vigésimo sexta (26.º) isla más grande de los Estados Unidos. Según el censo de 2000, Montague no tiene una población residente permanente, por lo que es la isla deshabitada más grande en los Estados Unidos. La isla Montague es bien conocida entre la pesca deportiva por el puerto de Seward, que se conoce como «La Tierra de los Gigantes». En 2007 se obtuvo un mero 350 libras y muchos barcos llenos de peces de más de 100 libras.